# Ancistroteuthis lichtensteini
Ancistroteuthis lichtensteini är en bläckfiskart som först beskrevs av Férussac och D'Orbigny 1835 in Férussac.  Ancistroteuthis lichtensteini ingår i släktet Ancistroteuthis och familjen Onychoteuthidae. Inga underarter finns listade i Catalogue of Life.

## Bildgalleri

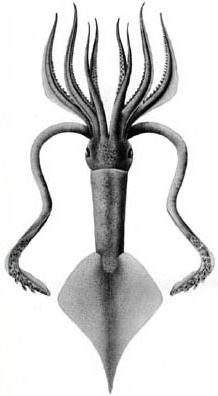
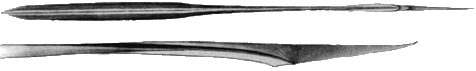
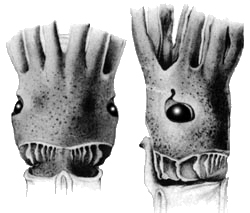
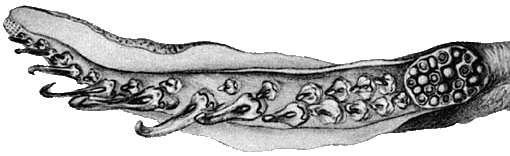